# يوسف الشهري
يوسف محمد مبارك الشهري (1985-2009) مواطن سعودي اُعتقل إداريًا خارج نطاق القانون في معتقل غوانتانامو الأمريكي في كوبا.
ولد في 8 سبتمبر 1985 في الرياض المملكة العربية السعودية.
في السادسة عشرة من عمره تم اعتقاله مع ابن عمه الأكبر سنًا كجزء من مجموعة كبيرة تضم 120 جنديًا بالقرب من قندوز، ونقل إلى السجن لمدة ستة أسابيع قبل أن يتم نقلهم جوًا إلى غوانتانامو في 16 يناير 2002.
في 15 يونيو 2005، قال المحامي كلايف ستافورد سميث أن يوسف الشهري واحد من عشرات الصبية دون السن القانوني في غوانتانامو، حيث كان عمره 13 عاما حينها، والقانون الأمريكي يحظر حبس القصر.
سافر يوسف الشهري في أكتوبر 2009 مع شقيقه الأكبر سعد محمد الشهري إلى أفغانستان بعد أن أنهى «المرحلة المتوسطة». وانضم إلى فرع القاعدة في جزيرة العرب بعد عودته، وكان اسمه على قائمة المطلوبين لدى أمريكا في 3 فبراير 2009، وقتل يوسف في تبادل لإطلاق النار مع الشرطة السعودية مع رائد الحربي في 18 أكتوبر 2009.